# Anceaumeville
Anceaumeville település Franciaországban, Seine-Maritime megyében. Lakosainak száma 693 fő (2022. január 1.). Anceaumeville Mont-Cauvaire, Clères, Fresquiennes, Montville és Sierville községekkel határos.

## Népesség
A település népességének változása:
| Lakosok száma | 683  | 655  | 664  | 647  | 661  | 675  | 689  | 685  | 693  |
|               | 2013 | 2015 | 2016 | 2017 | 2018 | 2019 | 2020 | 2021 | 2022 |